# Министр иностранных дел Сан-Марино
Министр иностранных дел Сан-Марино (официальное название должности Государственный секретарь иностранных дел и политики Сан-Марино) — исполнительный пост в правительстве Сан-Марино, глава департамента иностранных дел и политики Сан-Марино, который участвует в формировании внешней политики Сан-Марино и представляет интересы Сан-Марино и её граждан, защищает их права.

## Государственные секретари иностранных дел и политики Сан-Марино
- Антонио Онофри (1789—1798);
- Джамбаттиста Челлини (1798—1800);
- Камилло Бонелли (1800—1829);
- Джамбаттиста Бонелли (1829—1830);
- Бартоломео Боргези (1830—1860);
- Доменико Фаттори (1860—1908);
- Менетто Бонелли (1908—1917);
- Джулиано Гоцци (1917—1943);
- Густаво Баббони (1943—1945);
- Джино Джакомини (май 1945 — 11 октября 1957);
- Федерико Биджи (23 октября 1957 — 17 января 1972);
- Джанкарло Гиронци (17 января 1972 — 22 января 1973);
- Джанлуиджи Берти (27 марта 1973 — 20 ноября 1975);
- Джанкарло Гиронци (11 марта 1976 — 18 июля 1978);
- Джордано Бруно Реффи (18 июля 1978 — 26 июля 1986);
- Габриэле Гатти (26 июля 1986 — 21 мая 2002);
- Ромео Морри (21 мая — 25 июня 2002);
- Аугусто Казали (25 июня — 17 декабря 2002);
- Фиоренцио Стольфи (17 декабря 2002 — 15 декабря 2003);
- Фабио Берарди (15 декабря 2003 — 27 июля 2006);
- Фиоренцио Стольфи (27 июля 2006 — 4 декабря 2008)
- Антонелла Муларони (4 декабря 2008 — 5 декабря 2012);
- Паскуале Валентини (5 декабря 2012 — 27 декабря 2016).
- Никола Ренци (27 декабря 2016 — 7 января 2020);
- Лука Беккари (7 января 2020 — настоящее время).